# La Lande-de-Goult
La Lande-de-Goult is een gemeente in het Franse departement Orne (regio Normandië) en telt 98 inwoners (1999). De plaats maakt deel uit van het arrondissement Alençon.

## Geografie
De oppervlakte van La Lande-de-Goult bedraagt 25,3 km², de bevolkingsdichtheid is 3,9 inwoners per km².
De onderstaande kaart toont de ligging van La Lande-de-Goult met de belangrijkste infrastructuur en aangrenzende gemeenten.

## Demografie
Onderstaande figuur toont het verloop van het inwonertal (bron: INSEE-tellingen).